# Кармалита, Светлана Игоревна
Светлана Игоревна Кармалита (9 марта 1940, Киев, УССР, СССР — 4 июля 2017, Санкт-Петербург, Россия) — советский и российский киносценарист. Супруга и соавтор режиссёра Алексея Германа-старшего, мать режиссёра Алексея Германа-младшего. Заслуженный деятель искусств Российской Федерации (2000). Лауреат Государственной премии СССР (1986).

## Биография
Светлана Игоревна Кармалита родилась 9 марта 1940 года в Киеве. Отец — Игорь Григорьевич Кармалита (1918—1944), погиб на фронте. Мать — Валентина Филипповна Борщаговская (урождённая Малец, в первом браке Кармалита, 1924—2018). После войны переехала с матерью и отчимом, театроведом Александром Борщаговским, в Москву. В 1965 году окончила филологический факультет МГУ. Работала в библиотеке Института языкознания СССР, корреспондентом «Литературной газеты». С 1975 года работала на киностудии «Ленфильм», с 1990 года — на Студии первого и экспериментального фильма (СПиЭФ).
С первым мужем, физиком Марком Леонидовичем Хараханом, с 1962 года проживала в ЖСК «Советский писатель»: 2-я Аэропортовская улица, д. 16, корпус 3 (с 1969: Красноармейская улица, д. 23). В 1968 году встретилась с кинорежиссёром Алексеем Германом и в 1975 году стала его женой, соратником, единомышленником. Была автором сценариев к фильмам Германа «Хрусталёв, машину!» и «Трудно быть богом», а также к фильмам других режиссёров: «Садись рядом, Мишка!» (реж. Яков Базелян), «Путешествие в Кавказские горы» (реж. Михаил Ордовский), «Торпедоносцы» (реж. Семён Аранович), «Жил отважный капитан» (реж. Рудольф Фрунтов), «Мой боевой расчёт» (реж. Михаил Никитин), «Сказание о храбром Хочбаре» (реж. Асхаб Абакаров, Михаил Ордовский), «Гибель Отрара» (реж. Ардак Амиркулов).
В 1999—2000 годах вела совместно с А. Германом режиссёрскую мастерскую на ВКСР.
С 2012 по 2017 годы — главный редактор киностудии «Ленфильм».
Автор (совместно с А. Ю. Германом) нереализованных сценариев «Печальная и поучительная история Дика Шелтона, баронета, так и не ставшего рыцарем» (по роману Р.-Л. Стивенсона «Чёрная стрела»), «Долгие ночные стоянки», «Рикки-Тикки-Тави» (по мотивам одноимённого произведения Р. Киплинга).
Сын — Алексей Герман—младший.
Умерла 4 июля 2017 года от инсульта. Похоронена на Богословском кладбище, рядом с мужем.

## Фильмография

### Сценарии
- 1977 — Садись рядом, Мишка!
- 1980 — Путешествие в Кавказские горы
- 1983 — Торпедоносцы
- 1985 — Жил отважный капитан
- 1987 — Мой боевой расчёт
- 1987 — Сказание о храбром Хочбаре
- 1991 — Гибель Отрара («Тень завоевателя»)
- 1998 — Хрусталёв, машину!
- 2013 — Трудно быть богом

## Награды и звания
- Медаль СССР «За укрепление боевого содружества», приз им. А. Довженко (1984) за сценарий фильма «Торпедоносцы».
- Государственная премия СССР (1986).
- Заслуженный деятель искусств Российской Федерации (2000) — за заслуги в области искусства[7]
- Лауреат Царскосельской художественной премии (2012)

## Документальные фильмы
- 2010 — «Больше, чем любовь: Герман и Кармалита»[8]